# Shōjo Kakumei Utena (manga)
Shōjo Kakumei Utena (少女革命ウテナ o Revolutionary girl Utena - 'Utena la noia revolucionària') és una sèrie de manga i anime escrita per Chiho Saitō i Be Papas.
El manga va ser escrit per Be Papas i il·lustrat per Chicho Saito. Van iniciar la sèrie el 1996 a la revista mensual Ciao, però més tard fou publicat en cinc volums recopilatoris per l'editorial Shogakukan. El manga va finalitzar el 1997 amb cincs volums publicats. La llicència en anglès es va fer amb la nord-americana Viz Media l'any 2000 i es va convertir en sèrie a la revista Animerica Extra en edició rústica i amb un volum addicional per a l'adaptació del film. A Catalunya arribaria a través de l'editorial especialitzada Norma Còmics.

## Volums

### Volum 1
Utena és una estudiant molt rebel d'un institut del Japó. Amb el seu amic Kaido conviuen en el dia a dia fins que de cop i volta un dia la seva tieta Yurika li diu que des de la central on treballa d'arquitecta a Hooshi la volen enviar a treballar a la seu d'Amsterdam.
Utena però decideix que vol quedar-se a estudiar a l'Acadèmia Ohtori que justament està situada a Hooshi, perquè descobreix en unes misterioses cartes que ha anat rebent en els últims set anys que el seu "príncep" l'espera allà. El "príncep és un misteriós personatge que la va salvar de petita quan es trobava desolada perquè acabava de comprendre que els seus pares no havien "marxat lluny" com li havia dit la seva tieta, sinó que havien mort. El "príncep" la va consolar i la va animar a seguir endavant rebel·lant-se i mantenint sempre la noblesa.
Una vegada estigui ja com a estudiant a l'Acadèmia Ohtori, allà hi coneixerà la seva amiga Wakaba i els membres del Consell d'Estudiants, en Saionji, en Touga, en Miki i la Juri. Amb el primer dels quals, després que aquest humiliés en públic a la Wakaba, es batran en duel i el vencerà al Coliseu dels Duels, guanyant-se així la Utena el compromís amb la Núvia de la Rosa l'Anthy Himemiya.

### Volum 2
Ressentit per la derrota en el duel Saionji prova d'atacar a Utena durant un ball escolar, però Touga s'hi posa pel mig i acaba greument ferit, i Saionji és castigat amb dues setmanes de reclusió a la seva habitació.
Juri se sentirà gelosa per l'acte heroic de Touga i finalment acabarà desafiant a la Utena Tenjo, la qual per la seva banda creu que en Touga podria ser el príncep que la va salvar de petita i amb qui s'havia de trobar a l'Acadèmia Ohtori.
Utena acaba vencent a Juri i un mes més tard en Miki també es veu obligat a batre's en duel amb la Utena degut a la gelosia de la germana d'en Miki la Kozue.
Utena i Miki descobreixen que en Touga Kiryu coneix quan se succeiran els duels i que els té pronosticats en un calendari astrològic.
En aquest volum també s'explica l'episodi del Curry, en el que un incident culinari amb el Curry 100x fa que Utena i Anthy intercanviïn els seus cossos durant uns dies. Finalment l'intercanvi es revertirà amb un nou incident amb el Curry 100x però llavors serà en Saionji i en ChuChu qui s'intercanviaran els cossos.

### Volum 3
En aquest volum es descobreix que Anthy té un germà anomenat Akio Ohtori que és el president en funcions del Consell de Direcció que es casarà amb la neta del director de l'Acadèmia Ohtori.
Per la seva banda en Touga segueix amb el joc de voler confondre la Utena i fer-li creure que ell és el seu príncep. Amb aquesta estratègia la convenç de batre's en duel i amb la confusió Utena acaba perdent el duel i en Touga es compromet llavors amb la Núvia de la Rosa. Utena s'adona de l'engany d'en Touga i decideix que vol batre's de nou en duel i acaba vencent contra pronòstic en Touga. Aquest acaba pensant que potser Utena és finalment el duelista escollit que rebrà el Príncep al qui anomenen Deus i, per tant, el Poder dels Miracles. Llavors en Touga junt amb l'Anthy se'n van a viure amb la Utena. En Touga a més explica a la Utena que Anthy i la Fi del Món es coneixen, tot i que el que encara no saben és que Akio Ohtori és la Fi del Món.
Al final d'aquest volum s'explica la història d'Els Tres Desitjos, en la qual el ChuChu es troba una figureta en forma de mico anomenada Haniwacha que li concedeix tres desitjos. El primer desig seran plàtans, el segon serà que en ChuChu sigui tan gran com els altres, cosa que la figureta ho interpreta empetitint a la resta de persones que rodegen el ChuChu, és a dir Utena, Anthy, Juri, Touga i Miki, però no en Saionji que just en aquell moment havia abandonat la sala on estaven tots. ChuChu desesperat dirà que el tercer desig sigui que tothom es faci gran, fent que en Saionji que no havia empetitit s'acabi fent enorme i provoqui el caos amb la seva mida gegant.

### Volum 4
Akio Ohtori empren la seva estratègia de seducció de la Utena, i aquesta comença a enamorar-se'n. Anthy però s'ho mira amb preocupació.
Touga descobreix que ha estat manipulat per l'Akio qui en realitat és la Fi del Món i decideix explicar-ho a Utena que acaba preguntant-ho a Akio el qual li ho confirma. Akio Ohtori explica a més a la Utena que si vol accedir al Palau invertit on hi ha el seu príncep ha de passar el ritual dels vots nupcials junt amb l'Anthy Himemiya.
Utena acaba confessant a Touga que s'ha enamorat de l'Akio i que està sotmesa a la voluntat de la Fi del Món. Touga acaba desafeccionat i abandona a la Utena.
Akio acaba enduent-se a Utena i a Anthy al ritual dels vots. En el ritual Utena es converteix en la Núvia de la Rosa i Akio prova llavors d'accedir al castell invertit amb l'espasa que ha tret de l'interior d'Utena. Però aquesta es rebel·la, vol desfer-se de l'Emblema de la Rosa, fins que descendeix Deus i allibera Anthy la qual havia estat reclosa en un sarcòfag de cristall fins llavors. Utena amb l'ajuda d'Anthy decideix anar fins al castell invertit i evitar que l'Akio mati a Deus i es quedi amb el Poder per revolucionar el Món.
Una vegada al castell invertit Anthy empresona a Saionji en un sarcòfag de cristall per ser massa dèbil amb l'amor, a Juri per ser massa obstinada, i a en Miki per ser massa jove.
Anthy llavors explica que fa temps Deus va ajudar-la i la va salvar de la mort, i que Akio va sentir gelosia de l'immens poder de Deus, i el va vèncer en duel, però Deus va decidir no cedir el seu poder a Akio i recloure's en el castell invertit.
Utena aconsegueix arribar a on és Deus però se'l troba greument ferit. El qual s'acaba convertint en un Emblema de la Rosa que Akio es posa com anell i així diu haver aconseguit per fi trobar-se amb Deus el qual ell era el seu ser anterior.

### Volum 5
Akio ara convertit en Deus, li explica a Utena que en el passat Deus era el Déu de la Llum i el de les Tenebres alhora, i que la seva escomesa era vetllar pels éssers humans i ajudar a la gent. Però com que els humans tenien massa esperances dels dos déus éssers es van separar i el Déu de les Tenebres es convertí en la Fi del Món.
El Déu de la Llum decidí desaparèixer però en l'últim moment de la caiguda es topà amb Utena, la qual es debatia també entre la vida i la mort, i li entregà el seu cor en forma de l'Emblema de la Rosa. Utena al saber la història i el perquè del sofriment de l'Anthy decideix desafiar en un duel final a Akio. En el duel Utena acaba convertint-se en el Déu de la Llum, i tant ella com es malfereixen mútuament i en un petó final acaben desapareixent.
Temps més tard sembla que a l'Acadèmia Ohtori ningú recorda a la Utena, excepte en Touga. S'acaba trobant amb l'Anthy que li explica que Utena s'ha convertit en l'Emblema de la Rosa que lla duu i que concentra la força per revolucionar el Món. I Anthy acaba marxant dient que se'n va a buscar Utena i que revolucionarà el Món.
En aquest volum s'explica la història d'"La brillantor color turquesa". Que explica la història de la Juri i el Ruka Tshuchiya. El qual era un antic amor de la Juri que va abandonar l'Acadèmia i el Club d'Esgrima per problemes de salut. Al tornar aconsegueix que Utena i Juri es desafiïn en duel pel títol de president del Club d'Esgrima. Utena guanya el duel, i Ruka decideix ensenyar a Juri la seva tècnica a canvi que Juri lluiti de nou amb Utena però aquesta vegada al Coliseu dels Duels. Però Juri acaba abandonant el duel final i és Ruka qui s'enfronta a Utena. Ruka però no acaba tenint prou forces i acaba fent-se desfullar ell mateix la rosa i, per tant, pel due, i acaba desapareixent de nou per morir a l'hospital.
També en aquest volum s'explica la història de l'Emblema de la Rosa Negra. Que explica com Soji Mikage vol salvar a Mamiya d'una malaltia incurable. Mikage aconsegueix atraure a Utena al Pavelló Nemuro, on s'hi feien investigacions sinistres sobre l'eternitat. Un cop allà es baten en duel. I Mikage pretén aconseguit la Himemiya perquè Mamiya es converteixi en la Núvia de la Rosa i així tenir la vida eterna. Però durant el duel la Utena fa adonar a en Mikage que en Mamiya ja és mort de quan es va incendiar l'edifici Nemuro amb 100 estudiants a dins. Llavors l'edifici Nemuro s'esfondra de nou però Utena i Anthy aconsegueixen sortir-ne il·leses.

### El Volum "especial"
Explica una nova versió de la història d'Utena. En aquest cas començant per l'arribada d'Utena a l'Acadèmia Ohtori.
Wakaba fa de guia a Utena per tota l'acadèmia. Li ensenyarà qui són els membres del Consell d'Estudiants, la Juri Arisugawa i en Miki, i també en Saionji. En un moment sobtat Utena veu en Touga, a qui sembla que ja coneixia i que feia dos anys que no es veien.
Utena llavors per la seva banda descobreix el Jardí de les ROses i a l'Anthy Himemiya, la germana petita del secretari de direcció. Apareix en Saionji que acaba iniciant un duel amb la Utena enmig del Jardí de les Roses. En el duel Anthy ajuda a Utena i li extreu l'Espasa de Deus amb la que vencerà a Saionji.
Durant la nit Utena es troba amb Anthy i li explica que Touga va ser qui la va salvar quan van morir els seus pares.
Juri desafia a Utena a un duel però Utena desafia a Touga també a un duel durant el qual ella guanya i Touga desapareix. Anthy diu que en Touga ha mort. Llavors Utena es troba en Touga a la piscina de l'Acadèmia Ohtori, i allà recordarà com va ser en Touga qui la va salvar fa dos anys de morir ofegada al caure d'una barca. Però Touga va morir ofegat al final llavors, un record que Utena havia bloquejat i no recordava.
En Touga li diu a la Utena que mentre ella el mantingui dins el seu cor, ell seguirà existint en l'univers de l'Acadèmia Ohtori. Touga li explica també que Anthy és una bruixa, que té el seu príncep tancat en una torrassa.
A l'Acadèmia Ohtori apareix el cadàver de l'Akio Ohtori al Jardí de les Roses, i la gent sospita que l'ha mort l'Anthy. També ho pensa així la Kane la promesa d'Akio.
Utena segueix a ANthy i llavors té una visió on apareix Akio pintant el cos d'Anthy. A la qual li dona una copa en la que hi ha dissolt somnífers. Un cop la creu adormida la despulla i la grapeja. Fins que Anhy demostra que realment no dormia, Akio s'enfurisma i clava a Anthy una espàtula de pintor.
Touga explica que Akio és immortal des de llavors i que Anthy és la que va fer aparèixer l'Arena dels Duels. També és la que pot oferir el Poder dels Miracles a través d'ella i l'Eternitat.
Utena diu a Anthy que han de marxar juntes d'aquest món irreal. I Touga explica a Utena que l'única via per escapar és que Utena oblidi del seu cor el record d'en Touga. Anthy llavors decideix marxar amb Utena i oblidar ella també l'Akio.
Anthy i Utena desperten assegudes a les butaques d'un planetari. La sessió ha acabat i les dues decideixen sortir a fora.